# Sorbus sudetica
Sorbus sudetica — вид квіткових рослин з родини трояндових (Rosaceae). Ареал: пд.-зх. Польща, пн. Чехія.

## Середовище
Цей вид є ендеміком гір Крконоше в Чехії із загальною чисельністю близько 150 особин. Історично він був зареєстрований у Польщі з гербарних зразків, однак вважається, що там він вимер. Цей вид зазвичай зустрічається між 1050 і 1350 метрів над рівнем моря. Орієнтовна площа поширення цього виду становить 20 кв.км. Зустрічається на луках і на схилах без конкуренції з ялиною звичайною.

## Опис
Це кущ, рідше невелике дерево, зазвичай 0.3–1.5 м, рідше до 2(3) м заввишки. Кора коричнево-сіра, гладка. Листки прості, пластинки оберненояйцеподібні або оберненояйцеподібно-еліптичні, неправильно пилчасті, цілокраї до основи, найчастіше з 7–9 парами бічних жилок, зверху голі, знизу запушені. Суцвіття відносно рідкоквіткове. Чашолистки загострені, при плодах стійкі. Пелюстки широко оберненояйцеподібні, рожево-червоні. Плоди від широко-еліпсоїдної до кулястої форми, темно-червоні блискучі. Зазвичай вони мають діаметр від 10 до 13 мм і мають приємний смак у дозрілому вигляді. Вони служать кормом для птахів (дроздів, синиць, в'юрків) і гризунів. Багато залишаються на гілках довго взимку, навіть навесні.

## Загрози й охорона
Загрозами є затінення з боку Picea abies, Pinus mugo та Sorbus aucuparia. Виду також загрожує випас оленями, а також стохастичні події, такі як скелепади або лавини. Повідомляється, що Sorbus sudetica міститься в 12 колекціях ex situ.